# Đống Công Trường
Đống Công Trường, một số tài liệu chép là Đống Công Trường, là một tướng lĩnh của phong trào Tây Sơn, hiệu Anh Liệt Tướng quân, tước Miên Tài bá.

## Hành trạng trong lịch sử
Không rõ năm sinh và năm mất của Đổng Công Trường.
Về quê quán, theo nhà nghiên cứu Huỳnh Văn Mỹ thì ông nguyên quán làng Chiên Đàn, sau vào làng Đức Hòa (cách Chiên Đàn khoảng 10 km), phủ Thăng Hoa, (nay là xã Tam Đàn, thị xã Tam Kỳ, tỉnh Quảng Nam). Thân phụ ông của Trường là ông Đống Công Chí đã rời xã Chiên Đàn, tổng Chiên Đàn đến định tại thôn A Vó, xã Đức Hòa, thuộc (một đơn vị hành chính tương đương cấp tổng ngày trước) Kim Hộ, phủ Thăng Hoa (nay là thôn Thạch Kiều, xã Tam Xuân 2, huyện Núi Thành, tỉnh Quảng Nam) vào thời chúa Nguyễn.
Nhà nghiên cứu Nguyễn Quang Thắng thì ghi ông quê ở làng Hiền Lộc, tổng Chiên Đàn Trung, huyện Lễ Dương (sau đổi là phủ Tam Kỳ, tỉnh Quảng Nam), sau cư ngụ làng A Vó, tổng Đức Hoà, huyện Tam Kỳ, tỉnh Quảng Nam (nay thuộc xã Tam Xuân, huyện Núi Thành, tỉnh Quảng Nam). Có thể theo ông Mỹ là đúng, vì họ Đống rất ít, nay họ đống vẫn ở Tam Đàn, ví dụ ông Đống Như Im ở Kỳ Lý, dòng họ Đống ở đây.
Thời trẻ, ông đầu quân quân Tây Sơn, sau theo Bắc Bình vương Nguyễn Huệ bình định Thuận Hóa và Bắc Hà.
Theo lời kêu gọi của nghĩa quân Tây Sơn, ông tham gia nghĩa binh từ buổi đầu cuộc khởi nghĩa chống quân xâm lược Xiêm ở phía Nam và nhất là cuộc kháng chiến chống quân xâm lược phía Bắc, dưới quyền chỉ huy của Bắc Bình vương Nguyễn Huệ.
Ông là một trong những người quan trọng góp phần đánh tan 29 vạn quân Thanh bằng các trận tập kích, mai phục thần tốc, chớp nhoáng; trong đó có trận Đống Đa vào trưa ngày mùng 5 Tết Kỷ Dậu 1789, đưa đại quân Tây Sơn tiến vào giải phóng thành Thăng Long; buộc Tôn Sĩ Nghị và Lê Chiêu Thống phải trốn chạy về Trung Quốc..
Về sau được vua Quang Trung ban sắc phong chức Cai cơ, tước Miên Trường hầu.
| “                                                           | "Đống Công Tường là người hùng mạnh oai phong, một lòng một dạ như kè ngăn đá chắn, là nanh vuốt của vua. Công lao đã rõ, sao há chẳng hậu thưởng, đáng thăng làm Cai cơ, tước Miên Trường hầu. Người đã đi đầu quả cảm, rong ruổi vất vả… lệnh cho cùng được hàng áo mão cùng ở… người phải gắng gỏi để tỏ lòng trung" Kính thay! Ban cho sắc nay. Sắc mệnh chi bảo." | ” |
| — Bản dịch Sắc phong ngày 21 tháng 12 năm Quang Trung thứ 2 | |   |

Năm 1792, vua Quang Trung mất. Vua Cảnh Thịnh sau khi lên ngôi.
Ngày 2 tháng 10 năm 1793, đã xuống chiếu phong tặng Đống Công Trường khẳng định tài năng, đức độ của ông là vị "cai cơ của tiền quân trung nghĩa thuộc đạo quân trung thành", sắc phong danh hiệu Anh Liệt Tướng quân, tước Miên Tài bá. Nội dung sắc phong ghi:
"Sắc cho Đống Công Trường quê ở thôn A Võ, xã Đức Hòa, thuộc Kim Hộ, phủ Thăng Ba là Cai cơ..., đã từng chiến trận, có công lao cần mẫn, đã thưởng (danh hiệu): anh liệt tướng quân chỉ huy sứ (tước) Miên Tài bá (Người phải) đốc xuất các bộ phận quân dưới quyền mình cho tốt. Nếu trễ lười, không tròn chức trách thì có ngay khuôn phép triều đình. Kính thay! Ban cho sắc này."  (Những nội dung của sắc phong này do bác Đống Ngạc - nguyên trợ lý Tổng Bí thư Lê Duẩn nhờ Viện Sử học dịch thuật).
Mộ ông nay vẫn còn ở thôn Thạch Kiều (gần làng A Vó), xã Tam Xuân, huyện Núi Thành, tỉnh Quảng Nam.
Tên ông dự định sẽ được đặt cho một con đường ở quân Cẩm Lệ, thành phố Đà Nẵng.